# ATP-seizoen 2014
Het ATP-seizoen in 2014 bestond uit de internationale tennistoernooien, die door de ATP en ITF werden georganiseerd in het kalenderjaar 2014.
Het speelschema omvatte:
- 60 ATP-toernooien, bestaande uit de categorieën:
  - ATP World Tour Masters 1000: 9
  - ATP World Tour 500: 11
  - ATP World Tour 250: 39
  - ATP World Tour Finals: eindejaarstoernooi voor de acht beste tennissers/dubbelspelteams.
- 6 ITF-toernooien, bestaande uit de:
  - 4 grandslamtoernooien;
  - Davis Cup: landenteamtoernooi;
  - Hopman Cup: landenteamtoernooi voor gemengde tenniskoppels, geen ATP-punten.

## Verschillen met vorig jaar

### Toernooiwijzigingen
- Het ATP-toernooi van Buenos Aires vindt vanaf dit jaar een week eerder plaats.
- Het ATP-toernooi van San José wordt vanaf dit jaar niet meer gehouden.
- Het ATP-toernooi van Memphis vindt vanaf dit jaar een week eerder plaats en verandert van een "ATP World Tour 500"-toernooi naar een "ATP World Tour 250"- toernooi.
- Het ATP-toernooi van Delray Beach vindt vanaf dit jaar een week eerder plaats.
- Het ATP-toernooi van Rio de Janeiro vindt vanaf dit jaar weer plaats, na een afwezigheid van 23 jaar.
- Het ATP-toernooi van São Paulo vindt vanaf dit jaar twee weken later plaats.
- Het ATP-toernooi van Bangkok wordt vanaf dit jaar niet meer gehouden.
- Het ATP-toernooi van Shenzhen wordt dit jaar voor het eerst gehouden.

## Speelschema

### Legenda
| Grand Slams                 |
| Olympische Spelen           |
| ATP World Tour Finals       |
| ATP World Tour Masters 1000 |
| ATP World Tour 500          |
| ATP World Tour 250          |
| Toernooien voor teams       |

Codering
De codering voor het aantal deelnemers.
128S/128Q/64D/32X
- 128 deelnemers aan hoofdtoernooi (S)
- 128 aan het kwalificatietoernooi (Q)
- 64 koppels in het dubbelspel (D)
- 32 koppels in het gemengd dubbelspel (X)

Alle toernooien worden in principe buiten gespeeld, tenzij anders vermeld.
RR = groepswedstrijden, (i) = indoor

### Januari
| Toernooistart         | Toernooi | Winnaar(s)                                | Finalist(en)                              | Uitslag finale     | Details |
| --------------------- | --- | ----------------------------------------- | ----------------------------------------- | ------------------ | ------- |
| 30 december           | Hyundai Hopman Cup Perth, Australië ITF gemengd teamcompetitie AU$ 1.000.000 - hardcourt (i) - 8 teams                 | Frankrijk Jo-Wilfried Tsonga Alizé Cornet | Polen Grzegorz Panfil Agnieszka Radwańska | 2-1                | details |
| 30 december           | Brisbane International presented by Suncorp Brisbane, Australië ATP World Tour 250 $ 452.670 - hardcourt - 28S/32Q/16D | Lleyton Hewitt                            | Roger Federer                             | 6-1, 4-6, 6-3      | details |
| 30 december           | Brisbane International presented by Suncorp Brisbane, Australië ATP World Tour 250 $ 452.670 - hardcourt - 28S/32Q/16D | Mariusz Fyrstenberg Daniel Nestor         | Juan Sebastián Cabal Robert Farah Maksoud | 6-7, 6-4, [10-7]   | details |
| 30 december           | Aircel Chennai Open Chennai, India ATP World Tour 250 $399.985 - hardcourt - 28S/32Q/16D                               | Stanislas Wawrinka                        | Édouard Roger-Vasselin                    | 7-5, 6-2           | details |
| 30 december           | Aircel Chennai Open Chennai, India ATP World Tour 250 $399.985 - hardcourt - 28S/32Q/16D                               | Johan Brunström Frederik Nielsen          | Marin Draganja Mate Pavić                 | 6-2, 4-6, [10-7]   | details |
| 30 december           | Qatar ExxonMobil Open Doha, Qatar ATP World Tour 250 $ 1.096.910 - hardcourt - 32S/32Q/16D                             | Rafael Nadal                              | Gaël Monfils                              | 6-1, 6-7, 6-2      | details |
| 30 december           | Qatar ExxonMobil Open Doha, Qatar ATP World Tour 250 $ 1.096.910 - hardcourt - 32S/32Q/16D                             | Tomáš Berdych Jan Hájek                   | Alexander Peya Bruno Soares               | 6-2, 6-4           | details |
| 6 januari             | Apia International Sydney Sydney, Australië ATP World Tour 250 $ 452.670 - hardcourt - 28S/32Q/16D                     | Juan Martín del Potro                     | Bernard Tomic                             | 6-3, 6-1           | details |
| 6 januari             | Apia International Sydney Sydney, Australië ATP World Tour 250 $ 452.670 - hardcourt - 28S/32Q/16D                     | Daniel Nestor Nenad Zimonjić              | Rohan Bopanna Aisam-ul-Haq Qureshi        | 7-6, 7-6           | details |
| 6 januari             | Heineken Open Auckland, Nieuw-Zeeland ATP World Tour 250 $ 455.190 - hardcourt - 28S/32Q/16D                           | John Isner                                | Lu Yen-Hsun                               | 7-6, 7-6           | details |
| 6 januari             | Heineken Open Auckland, Nieuw-Zeeland ATP World Tour 250 $ 455.190 - hardcourt - 28S/32Q/16D                           | Julian Knowle Marcelo Melo                | Alexander Peya Bruno Soares               | 4-6, 6-3, [10-5]   | details |
| 13 januari 20 januari | Australian Open Melbourne, Australië Grand Slam AU$ 16.000.000 - hardcourt 128S/128Q/64D/32X                           | Stanislas Wawrinka                        | Rafael Nadal                              | 6-3, 6-2, 3-6, 6-3 | details |
| 13 januari 20 januari | Australian Open Melbourne, Australië Grand Slam AU$ 16.000.000 - hardcourt 128S/128Q/64D/32X                           | Łukasz Kubot Robert Lindstedt             | Eric Butorac Raven Klaasen                | 6-3, 6-3           | details |
| 13 januari 20 januari | Australian Open Melbourne, Australië Grand Slam AU$ 16.000.000 - hardcourt 128S/128Q/64D/32X                           | Kristina Mladenovic Daniel Nestor         | Sania Mirza Horia Tecău                   | 6-3, 6-2           | details |
| 31 januari            | Davis Cup (1e ronde)                                                                                                   |                                           |                                           |                    | details |

### Februari
| Toernooistart | Toernooi | Winnaar(s)                                | Finalist(en)                              | Uitslag finale      | Details |
| ------------- | --- | ----------------------------------------- | ----------------------------------------- | ------------------- | ------- |
| 3 februari    | Open Sud de France Montpellier, Frankrijk ATP World Tour 250 € 426.605 - hardcourt (i) - 28S/32Q/16D                               | Gaël Monfils                              | Richard Gasquet                           | 6-4, 6-4            | details |
| 3 februari    | Open Sud de France Montpellier, Frankrijk ATP World Tour 250 € 426.605 - hardcourt (i) - 28S/32Q/16D                               | Nikolaj Davydenko Denis Istomin           | Marc Gicquel Nicolas Mahut                | 6-4, 1-6, [10-7]    | details |
| 3 februari    | PBZ Zagreb Indoors Zagreb, Kroatië ATP World Tour 250 € 426.605 - hardcourt (i) - 28S/32Q/16D                                      | Marin Čilić                               | Tommy Haas                                | 6-3, 6-4            | details |
| 3 februari    | PBZ Zagreb Indoors Zagreb, Kroatië ATP World Tour 250 € 426.605 - hardcourt (i) - 28S/32Q/16D                                      | Jean-Julien Rojer Horia Tecău             | Philipp Marx Michal Mertiňák              | 3-6, 6-4, [10-2]    | details |
| 3 februari    | Royal Guard Open Chile Viña del Mar, Chili ATP World Tour 250 $ 426.605 - gravel - 28S/32Q/16D                                     | Fabio Fognini                             | Leonardo Mayer                            | 6-2, 6-4            | details |
| 3 februari    | Royal Guard Open Chile Viña del Mar, Chili ATP World Tour 250 $ 426.605 - gravel - 28S/32Q/16D                                     | Oliver Marach Florin Mergea               | Juan Sebastián Cabal Robert Farah Maksoud | 6-3, 6-4            | details |
| 10 februari   | ABN AMRO World Tennis Tournament Rotterdam, Nederland ATP World Tour 500 €1.369.305 - hardcourt (i) - 32S/32Q/16D                  | Tomáš Berdych                             | Marin Čilić                               | 6-4, 6-2            | details |
| 10 februari   | ABN AMRO World Tennis Tournament Rotterdam, Nederland ATP World Tour 500 €1.369.305 - hardcourt (i) - 32S/32Q/16D                  | Michaël Llodra Nicolas Mahut              | Jean-Julien Rojer Horia Tecău             | 6-2, 7-6            | details |
| 10 februari   | Copa Claro Buenos Aires, Argentinië ATP World Tour 250 $ 488.890 - gravel - 32S/32Q/16D                                            | David Ferrer                              | Fabio Fognini                             | 6-4, 6-3            | details |
| 10 februari   | Copa Claro Buenos Aires, Argentinië ATP World Tour 250 $ 488.890 - gravel - 32S/32Q/16D                                            | Marcel Granollers Marc López              | Pablo Cuevas Horacio Zeballos             | 7-5, 6-4            | details |
| 10 februari   | U.S. National Indoor Tennis Championships Memphis, Verenigde Staten ATP World Tour 250 $ 568.805 - hardcourt (i) - 28S/32Q/16D     | Kei Nishikori                             | Ivo Karlović                              | 6-4, 7-6            | details |
| 10 februari   | U.S. National Indoor Tennis Championships Memphis, Verenigde Staten ATP World Tour 250 $ 568.805 - hardcourt (i) - 28S/32Q/16D     | Eric Butorac Raven Klaasen                | Bob Bryan Mike Bryan                      | 6-4, 6-4            | details |
| 17 februari   | Open 13 Marseille, Frankrijk ATP World Tour 250 € 549.260 - hardcourt (i) - 28S/32Q/16D                                            | Ernests Gulbis                            | Jo-Wilfried Tsonga                        | 7-6(5), 6-4         | details |
| 17 februari   | Open 13 Marseille, Frankrijk ATP World Tour 250 € 549.260 - hardcourt (i) - 28S/32Q/16D                                            | Julien Benneteau Édouard Roger-Vasselin   | Paul Hanley Jonathan Marray               | 4-6, 7-6, [13-11]   | details |
| 17 februari   | Delray Beach Open by The Venetian® Las Vegas Delray Beach, Verenigde Staten ATP World Tour 250 $ 474.005 - hardcourt - 32S/32Q/16D | Marin Čilić                               | Kevin Anderson                            | 7-6(6), 6-7(7), 6-4 | details |
| 17 februari   | Delray Beach Open by The Venetian® Las Vegas Delray Beach, Verenigde Staten ATP World Tour 250 $ 474.005 - hardcourt - 32S/32Q/16D | Bob Bryan Mike Bryan                      | František Čermák Michail Jelgin           | 6-2, 6-3            | details |
| 17 februari   | Rio Open presented by Claro hdtv Rio de Janeiro, Brazilië ATP World Tour 500 $ 1.309.770 - gravel - 32S/32Q/16D                    | Rafael Nadal                              | Oleksandr Dolgopolov                      | 6-3, 7-6            | details |
| 17 februari   | Rio Open presented by Claro hdtv Rio de Janeiro, Brazilië ATP World Tour 500 $ 1.309.770 - gravel - 32S/32Q/16D                    | Juan Sebastián Cabal Robert Farah Maksoud | David Marrero Marcelo Melo                | 6-4, 6-2            | details |
| 24 februari   | Dubai Duty Free Tennis Championships Dubai, Verenigde Arabische Emiraten ATP World Tour 500 $ 1.928.340 - hardcourt - 32S/32Q/16D  | Roger Federer                             | Tomáš Berdych                             | 3-6, 6-4, 6-3       | details |
| 24 februari   | Dubai Duty Free Tennis Championships Dubai, Verenigde Arabische Emiraten ATP World Tour 500 $ 1.928.340 - hardcourt - 32S/32Q/16D  | Rohan Bopanna Aisam-ul-Haq Qureshi        | Daniel Nestor Nenad Zimonjić              | 6-4, 6-3            | details |
| 24 februari   | Brasil Open 2014 São Paulo, Brazilië ATP World Tour 250 $ 474.005 - gravel (i) - 28S/32Q/16D                                       | Federico Delbonis                         | Paolo Lorenzi                             | 4-6, 6-3, 6-4       | details |
| 24 februari   | Brasil Open 2014 São Paulo, Brazilië ATP World Tour 250 $ 474.005 - gravel (i) - 28S/32Q/16D                                       | Guillermo García López Philipp Oswald     | Juan Sebastián Cabal Robert Farah Maksoud | 5-7, 6-4, [15-13]   | details |
| 24 februari   | Abierto Mexicano Telcel Acapulco, Mexico ATP World Tour 500 $ 1.309.770 - hardcourt - 32S/32Q/16D                                  | Grigor Dimitrov                           | Kevin Anderson                            | 7-6(1), 3-6, 7-6(5) | details |
| 24 februari   | Abierto Mexicano Telcel Acapulco, Mexico ATP World Tour 500 $ 1.309.770 - hardcourt - 32S/32Q/16D                                  | Kevin Anderson Matthew Ebden              | Feliciano López Maks Mirni                | 6-3, 6-3            | details |

### Maart
| Toernooistart     | Toernooi | Winnaar(s)           | Finalist(en)                              | Uitslag finale | Details |
| ----------------- | --- | -------------------- | ----------------------------------------- | -------------- | ------- |
| 3 maart 10 maart  | BNP Paribas Open Indian Wells, Verenigde Staten ATP World Tour Masters 1000 $ 4.720.380 - hardcourt - 96S/48Q/32D | Novak Đoković        | Roger Federer                             | 3-6, 6-3, 7-6  | details |
| 3 maart 10 maart  | BNP Paribas Open Indian Wells, Verenigde Staten ATP World Tour Masters 1000 $ 4.720.380 - hardcourt - 96S/48Q/32D | Bob Bryan Mike Bryan | Alexander Peya Bruno Soares               | 6-4, 6-3       | details |
| 17 maart 24 maart | Sony Open Tennis Miami, Verenigde Staten ATP World Tour Masters 1000 $ 4.720.380 - hardcourt - 96S/48Q/32D        | Novak Đoković        | Rafael Nadal                              | 6-3, 6-3       | details |
| 17 maart 24 maart | Sony Open Tennis Miami, Verenigde Staten ATP World Tour Masters 1000 $ 4.720.380 - hardcourt - 96S/48Q/32D        | Bob Bryan Mike Bryan | Juan Sebastián Cabal Robert Farah Maksoud | 7-6, 6-4       | details |

### April
| Toernooistart | Toernooi | Winnaar(s)                        | Finalist(en)                         | Uitslag finale   | Details |
| ------------- | --- | --------------------------------- | ------------------------------------ | ---------------- | ------- |
| 4 april       | Davis Cup (kwartfinales) |                                   |                                      |                  | details |
| 7 april       | Grand Prix Hassan II Casablanca, Marokko ATP World Tour 250 € 426.605 - gravel - 28S/32Q/16D                                                       | Guillermo García López            | Marcel Granollers                    | 5-7, 6-4, 6-3    | details |
| 7 april       | Grand Prix Hassan II Casablanca, Marokko ATP World Tour 250 € 426.605 - gravel - 28S/32Q/16D                                                       | Jean-Julien Rojer Horia Tecău     | Tomasz Bednarek Lukáš Dlouhý         | 6-2, 6-2         | details |
| 7 april       | Fayez Sarofim & Co. US Men's Clay Court Championship Houston, Verenigde Staten ATP World Tour 250 $ 474.005 - gravel (kastanjebruin) - 28S/32Q/16D | Fernando Verdasco                 | Nicolás Almagro                      | 6-3, 7-6         | details |
| 7 april       | Fayez Sarofim & Co. US Men's Clay Court Championship Houston, Verenigde Staten ATP World Tour 250 $ 474.005 - gravel (kastanjebruin) - 28S/32Q/16D | Bob Bryan Mike Bryan              | David Marrero Fernando Verdasco      | 4-6, 6-4, [11-9] | details |
| 13 april      | Monte-Carlo Rolex Masters Monte Carlo, Monaco ATP World Tour Masters 1000 € 2.884.675 - gravel - 56S/28Q/24D                                       | Stanislas Wawrinka                | Roger Federer                        | 4-6, 7-6, 6-2    | details |
| 13 april      | Monte-Carlo Rolex Masters Monte Carlo, Monaco ATP World Tour Masters 1000 € 2.884.675 - gravel - 56S/28Q/24D                                       | Bob Bryan Mike Bryan              | Ivan Dodig Marcelo Melo              | 6-3, 3-6, [10-8] | details |
| 21 april      | Barcelona Open Banco Sabadell Barcelona, Spanje ATP World Tour 500 € 1.845.585 - gravel - 48S/28Q/16D                                              | Kei Nishikori                     | Santiago Giraldo                     | 6-2, 6-2         | details |
| 21 april      | Barcelona Open Banco Sabadell Barcelona, Spanje ATP World Tour 500 € 1.845.585 - gravel - 48S/28Q/16D                                              | Jesse Huta Galung Stéphane Robert | Daniel Nestor Nenad Zimonjić         | 6-3, 6-3         | details |
| 21 april      | BRD Năstase Țiriac Trophy Boekarest, Roemenië ATP World Tour 250 € 426.605 - gravel - 28S/32Q/16D                                                  | Grigor Dimitrov                   | Lukáš Rosol                          | 7-6, 6-1         | details |
| 21 april      | BRD Năstase Țiriac Trophy Boekarest, Roemenië ATP World Tour 250 € 426.605 - gravel - 28S/32Q/16D                                                  | Jean-Julien Rojer Horia Tecău     | Mariusz Fyrstenberg Marcin Matkowski | 6-4, 6-4         | details |
| 28 april      | BMW Open München, Duitsland ATP World Tour 250 € 426.605 - gravel - 28S/32Q/16D                                                                    | Martin Kližan                     | Fabio Fognini                        | 2-6, 6-1, 6-2    | details |
| 28 april      | BMW Open München, Duitsland ATP World Tour 250 € 426.605 - gravel - 28S/32Q/16D                                                                    | Jamie Murray John Peers           | Colin Fleming Ross Hutchins          | 6-4, 6-2         | details |
| 28 april      | Portugal Open Oeiras, Portugal ATP World Tour 250 € 426.605 - gravel - 28S/32Q/16D                                                                 | Carlos Berlocq                    | Tomáš Berdych                        | 0-6, 7-5, 6-1    | details |
| 28 april      | Portugal Open Oeiras, Portugal ATP World Tour 250 € 426.605 - gravel - 28S/32Q/16D                                                                 | Santiago González Scott Lipsky    | Pablo Cuevas David Marrero           | 6-3, 3-6, [10-8] | details |

### Mei
| Toernooistart | Toernooi                                                                                               | Winnaar(s)                              | Finalist(en)                       | Uitslag finale      | Details |
| ------------- | --- | --------------------------------------- | ---------------------------------- | ------------------- | ------- |
| 4 mei         | Mutua Madrid Open Madrid, Spanje ATP World Tour Masters 1000 € 3.671.405 - gravel - 56S/28Q/24D        | Rafael Nadal                            | Kei Nishikori                      | 2-6, 6-4, 3-0, opg. | details |
| 4 mei         | Mutua Madrid Open Madrid, Spanje ATP World Tour Masters 1000 € 3.671.405 - gravel - 56S/28Q/24D        | Daniel Nestor Nenad Zimonjić            | Bob Bryan Mike Bryan               | 6-4, 6-2            | details |
| 11 mei        | Internazionali BNL d'Italia Rome, Italië ATP World Tour Masters 1000 €2.884.675 - gravel - 56S/28Q/24D | Novak Đoković                           | Rafael Nadal                       | 4-6, 6-3, 6-3       | details |
| 11 mei        | Internazionali BNL d'Italia Rome, Italië ATP World Tour Masters 1000 €2.884.675 - gravel - 56S/28Q/24D | Daniel Nestor Nenad Zimonjić            | Robin Haase Feliciano López        | 6-4, 7-6            | details |
| 18 mei        | Düsseldorf Open Düsseldorf, Duitsland ATP World Tour 250 € 426.605 - gravel - 28S/??Q/16D              | Philipp Kohlschreiber                   | Ivo Karlović                       | 6-2, 7-6            | details |
| 18 mei        | Düsseldorf Open Düsseldorf, Duitsland ATP World Tour 250 € 426.605 - gravel - 28S/??Q/16D              | Santiago González Scott Lipsky          | Martin Emmrich Christopher Kas     | 7-5, 4-6, [10-3]    | details |
| 18 mei        | Open de Nice Côte d’Azur Nice, Frankrijk ATP World Tour 250 € 426.605 - gravel - 28S/32Q/16D           | Ernests Gulbis                          | Federico Delbonis                  | 6-1, 7-6            | details |
| 18 mei        | Open de Nice Côte d’Azur Nice, Frankrijk ATP World Tour 250 € 426.605 - gravel - 28S/32Q/16D           | Martin Kližan Philipp Oswald            | Rohan Bopanna Aisam-ul-Haq Qureshi | 6-2, 6-0            | details |
| 26 mei 2 juni | Roland Garros Parijs, Frankrijk Grand Slam € nnb - gravel 128S/128Q/64D/32X                            | Rafael Nadal                            | Novak Đoković                      | 3-6, 7-5, 6-2, 6-4  | details |
| 26 mei 2 juni | Roland Garros Parijs, Frankrijk Grand Slam € nnb - gravel 128S/128Q/64D/32X                            | Julien Benneteau Édouard Roger-Vasselin | Marcel Granollers Marc López       | 6-3, 7-6(1)         | details |
| 26 mei 2 juni | Roland Garros Parijs, Frankrijk Grand Slam € nnb - gravel 128S/128Q/64D/32X                            | Anna-Lena Grönefeld Jean-Julien Rojer   | Julia Görges Nenad Zimonjić        | 4-6, 6-2, [10-7]    | details |

### Juni
| Toernooistart   | Toernooi                                                                                              | Winnaar(s)                     | Finalist(en)                    | Uitslag finale          | Details |
| --------------- | --- | ------------------------------ | ------------------------------- | ----------------------- | ------- |
| 9 juni          | AEGON Championships Londen, Verenigd Koninkrijk ATP World Tour 250 € 711.010 - gras - 56S/32Q/24D     | Grigor Dimitrov                | Feliciano López                 | 6-7, 7-6, 7-6           | details |
| 9 juni          | AEGON Championships Londen, Verenigd Koninkrijk ATP World Tour 250 € 711.010 - gras - 56S/32Q/24D     | Alexander Peya Bruno Soares    | Jamie Murray John Peers         | 4-6, 7-6, [10-4]        | details |
| 9 juni          | Gerry Weber Open Halle, Duitsland ATP World Tour 250 € 711.010 - gras - 28S/32Q/16D                   | Roger Federer                  | Alejandro Falla                 | 7-6, 7-6                | details |
| 9 juni          | Gerry Weber Open Halle, Duitsland ATP World Tour 250 € 711.010 - gras - 28S/32Q/16D                   | Andre Begemann Julian Knowle   | Marco Chiudinelli Roger Federer | 1-6, 7-5, [12-10]       | details |
| 15 juni         | Topshelf Open Rosmalen, Nederland ATP World Tour 250 € 426.605 - gras - 32S/32Q/16D                   | Roberto Bautista Agut          | Benjamin Becker                 | 2-6, 7-6, 6-4           | details |
| 15 juni         | Topshelf Open Rosmalen, Nederland ATP World Tour 250 € 426.605 - gras - 32S/32Q/16D                   | Jean-Julien Rojer Horia Tecău  | Santiago González Scott Lipsky  | 6-3, 7-6                | details |
| 15 juni         | AEGON International Eastbourne, Verenigd Koninkrijk ATP World Tour 250 € 485.760 - gras - 28S/23Q/16D | Feliciano López                | Richard Gasquet                 | 6-3, 6-7, 7-5           | details |
| 15 juni         | AEGON International Eastbourne, Verenigd Koninkrijk ATP World Tour 250 € 485.760 - gras - 28S/23Q/16D | Treat Huey Dominic Inglot      | Alexander Peya Bruno Soares     | 7-5, 5-7, [10-8]        | details |
| 23 juni 30 juni | Wimbledon Londen, Verenigd Koninkrijk Grand Slam £ 11.715.000 - gras 128S/128Q/64D/16Q/48X            | Novak Đoković                  | Roger Federer                   | 6-7, 6-4, 7-6, 5-7, 6-4 | details |
| 23 juni 30 juni | Wimbledon Londen, Verenigd Koninkrijk Grand Slam £ 11.715.000 - gras 128S/128Q/64D/16Q/48X            | Vasek Pospisil Jack Sock       | Bob Bryan Mike Bryan            | 7-6, 6-7, 6-4, 3-6, 7-5 | details |
| 23 juni 30 juni | Wimbledon Londen, Verenigd Koninkrijk Grand Slam £ 11.715.000 - gras 128S/128Q/64D/16Q/48X            | Samantha Stosur Nenad Zimonjić | Chan Hao-ching Maks Mirni       | 6-4, 6-2                | details |

### Juli
| Toernooistart | Toernooi                                                                                                   | Winnaar(s)                      | Finalist(en)                            | Uitslag finale   | Details |
| ------------- | --- | ------------------------------- | --------------------------------------- | ---------------- | ------- |
| 7 juli        | Hall of Fame Tennis Champs Newport, Verenigde Staten ATP World Tour 250 $ 474.005 - gras - 32S/32Q/16D     | Lleyton Hewitt                  | Ivo Karlović                            | 6-3, 6-7, 7-6    | details |
| 7 juli        | Hall of Fame Tennis Champs Newport, Verenigde Staten ATP World Tour 250 $ 474.005 - gras - 32S/32Q/16D     | Chris Guccione Lleyton Hewitt   | Jonathan Erlich Rajeev Ram              | 7-5, 6-4         | details |
| 7 juli        | SkiStar Swedish Open Båstad, Zweden ATP World Tour 250 € 426.605 - gravel - 28S/32Q/16D                    | Pablo Cuevas                    | João Sousa                              | 6-2, 6-1         | details |
| 7 juli        | SkiStar Swedish Open Båstad, Zweden ATP World Tour 250 € 426.605 - gravel - 28S/32Q/16D                    | Johan Brunström Nicholas Monroe | Jérémy Chardy Oliver Marach             | 4-6, 7-6, [10-7] | details |
| 7 juli        | MercedesCup Stuttgart, Duitsland ATP World Tour 250 € 426.605 - gravel - 28S/32Q/16D                       | Roberto Bautista Agut           | Lukáš Rosol                             | 6-3, 4-6, 6-2    | details |
| 7 juli        | MercedesCup Stuttgart, Duitsland ATP World Tour 250 € 426.605 - gravel - 28S/32Q/16D                       | Mateusz Kowalczyk Artem Sitak   | Guillermo García López Philipp Oswald   | 2-6, 6-1, [10-7] | details |
| 14 juli       | Claro Open Colombia Bogota, Colombia ATP World Tour 250 $ 663.610 - hardcourt - 28S/20Q/16D                | Bernard Tomic                   | Ivo Karlović                            | 7-6, 3-6, 7-6    | details |
| 14 juli       | Claro Open Colombia Bogota, Colombia ATP World Tour 250 $ 663.610 - hardcourt - 28S/20Q/16D                | Samuel Groth Chris Guccione     | Nicolás Barrientos Juan Sebastián Cabal | 7-6, 6-7, [11-9] | details |
| 14 juli       | bet-at-home Open Hamburg, Duitsland ATP World Tour 500 € 1.190.700 - gravel - 48S/24Q/16D                  | Leonardo Mayer                  | David Ferrer                            | 6-7, 6-1, 7-6    | details |
| 14 juli       | bet-at-home Open Hamburg, Duitsland ATP World Tour 500 € 1.190.700 - gravel - 48S/24Q/16D                  | Marin Draganja Florin Mergea    | Alexander Peya Bruno Soares             | 6-4, 7-5         | details |
| 21 juli       | Crédit Agricole Suisse Open Gstaad Gstaad, Zwitserland ATP World Tour 250 € 426.605 - gravel - 28S/22Q/16D | Pablo Andújar                   | Juan Mónaco                             | 6-3, 7-5         | details |
| 21 juli       | Crédit Agricole Suisse Open Gstaad Gstaad, Zwitserland ATP World Tour 250 € 426.605 - gravel - 28S/22Q/16D | Andre Begemann Robin Haase      | Rameez Junaid Michal Mertiňák           | 6-3, 6-4         | details |
| 21 juli       | BB&T Atlanta Open Atlanta, Verenigde Staten ATP World Tour 250 $ 568.805 - hardcourt - 28S/32Q/16D         | John Isner                      | Dudi Sela                               | 6-3, 6-4         | details |
| 21 juli       | BB&T Atlanta Open Atlanta, Verenigde Staten ATP World Tour 250 $ 568.805 - hardcourt - 28S/32Q/16D         | Vasek Pospisil Jack Sock        | Steve Johnson Sam Querrey               | 6-3, 5-7 [10-5]  | details |
| 21 juli       | Vegeta Croatia Open Umag Umag, Kroatië ATP World Tour 250 € 426.605 - gravel - 28S/32Q/16D                 | Pablo Cuevas                    | Tommy Robredo                           | 6-3, 6-4         | details |
| 21 juli       | Vegeta Croatia Open Umag Umag, Kroatië ATP World Tour 250 € 426.605 - gravel - 28S/32Q/16D                 | František Čermák Lukáš Rosol    | Dušan Lajović Franko Škugor             | 6-4, 7-6         | details |
| 28 juli       | Bet-At-Home Cup Kitzbühel Kitzbühel, Oostenrijk ATP World Tour 250 € 426.605 - gravel - 28S/16D            | David Goffin                    | Dominic Thiem                           | 4-6, 6-1, 6-3    | details |
| 28 juli       | Bet-At-Home Cup Kitzbühel Kitzbühel, Oostenrijk ATP World Tour 250 € 426.605 - gravel - 28S/16D            | Henri Kontinen Jarkko Nieminen  | Daniele Bracciali Andrej Goloebev       | 6-1, 6-4         | details |
| 28 juli       | Citi Open Washington, Verenigde Staten ATP World Tour 500 $ 1.399.700 - hardcourt - 48S/24Q/16D            | Milos Raonic                    | Vasek Pospisil                          | 6-1, 6-4         | details |
| 28 juli       | Citi Open Washington, Verenigde Staten ATP World Tour 500 $ 1.399.700 - hardcourt - 48S/24Q/16D            | Jean-Julien Rojer Horia Tecău   | Samuel Groth Leander Paes               | 7-5, 6-4         | details |

### Augustus
| Toernooistart           | Toernooi | Winnaar(s)                                | Finalist(en)                     | Uitslag finale   | Details |
| ----------------------- | --- | ----------------------------------------- | -------------------------------- | ---------------- | ------- |
| 4 augustus              | Coupe Rogers Toronto, Canada ATP World Tour Masters 1000 $ 3.146.920 - hardcourt - 56S/28Q/24D                                      | Jo-Wilfried Tsonga                        | Roger Federer                    | 7-5, 7-6         | details |
| 4 augustus              | Coupe Rogers Toronto, Canada ATP World Tour Masters 1000 $ 3.146.920 - hardcourt - 56S/28Q/24D                                      | Alexander Peya Bruno Soares               | Ivan Dodig Marcelo Melo          | 6-4, 6-3         | details |
| 10 augustus             | Western & Southern Open - Cincinnati Cincinnati, Verenigde Staten ATP World Tour Masters 1000 $ 3.079.555 - hardcourt - 56S/28Q/24D | Roger Federer                             | David Ferrer                     | 6-3, 1-6, 6-2    | details |
| 10 augustus             | Western & Southern Open - Cincinnati Cincinnati, Verenigde Staten ATP World Tour Masters 1000 $ 3.079.555 - hardcourt - 56S/28Q/24D | Bob Bryan Mike Bryan                      | Vasek Pospisil Jack Sock         | 6-3, 6-2         | details |
| 17 augustus             | Winston-Salem Open Winston-Salem, Verenigde Staten ATP World Tour 250 $ 598.260 - hardcourt - 48S/32Q/16D                           | Lukáš Rosol                               | Jerzy Janowicz                   | 3-6, 7-6, 7-5    | details |
| 17 augustus             | Winston-Salem Open Winston-Salem, Verenigde Staten ATP World Tour 250 $ 598.260 - hardcourt - 48S/32Q/16D                           | Juan Sebastián Cabal Robert Farah Maksoud | Jamie Murray John Peers          | 6-3, 6-4         | details |
| 25 augustus 1 september | US Open New York, Verenigde Staten Grand Slam $ - hardcourt 128S/128Q/64D/32X                                                       | Marin Čilić                               | Kei Nishikori                    | 6-3, 6-3, 6-3    | details |
| 25 augustus 1 september | US Open New York, Verenigde Staten Grand Slam $ - hardcourt 128S/128Q/64D/32X                                                       | Bob Bryan Mike Bryan                      | Marcel Granollers Marc López     | 6-3, 6-4         | details |
| 25 augustus 1 september | US Open New York, Verenigde Staten Grand Slam $ - hardcourt 128S/128Q/64D/32X                                                       | Sania Mirza Bruno Soares                  | Abigail Spears Santiago González | 6-1, 2-6, [11-9] | details |

### September
| Toernooistart | Toernooi | Winnaar(s)                              | Finalist(en)                    | Uitslag finale      | Details |
| ------------- | --- | --------------------------------------- | ------------------------------- | ------------------- | ------- |
| 12 september  | Davis Cup (halve finales)                                                                                      |                                         |                                 |                     | details |
| 15 september  | Moselle Open Metz, Frankrijk ATP World Tour 250 € 410.200 - hardcourt (i) - 28S/32Q/16D                        | David Goffin                            | João Sousa                      | 6-4, 6-3            | details |
| 15 september  | Moselle Open Metz, Frankrijk ATP World Tour 250 € 410.200 - hardcourt (i) - 28S/32Q/16D                        | Mariusz Fyrstenberg Marcin Matkowski    | Marin Draganja Henri Kontinen   | 6-7, 6-3, [10-8]    | details |
| 22 september  | Shenzhen Open Shenzhen, China ATP World Tour 250 $ 590.230 - hardcourt - 28S/32Q/16D                           | Andy Murray                             | Tommy Robredo                   | 5-7, 7-6, 6-1       | details |
| 22 september  | Shenzhen Open Shenzhen, China ATP World Tour 250 $ 590.230 - hardcourt - 28S/32Q/16D                           | Jean-Julien Rojer Horia Tecău           | Samuel Groth Chris Guccione     | 6-4, 7-6            | details |
| 22 september  | Malaysian Open, Kuala Lumpur Kuala Lumpur, Maleisië ATP World Tour 250 $ 910.520 - hardcourt (i) - 28S/16Q/16D | Kei Nishikori                           | Julien Benneteau                | 7-6, 6-4            | details |
| 22 september  | Malaysian Open, Kuala Lumpur Kuala Lumpur, Maleisië ATP World Tour 250 $ 910.520 - hardcourt (i) - 28S/16Q/16D | Marcin Matkowski Leander Paes           | Jamie Murray John Peers         | 3-6, 7-6, [10-5]    | details |
| 29 september  | China Open Peking, China ATP World Tour 500 $ 2.500.470 - hardcourt - 32S/16Q/16D                              | Novak Đoković                           | Tomáš Berdych                   | 6-0, 6-2            | details |
| 29 september  | China Open Peking, China ATP World Tour 500 $ 2.500.470 - hardcourt - 32S/16Q/16D                              | Jean-Julien Rojer Horia Tecău           | Julien Benneteau Vasek Pospisil | 6-7, 7-5, [10-5]    | details |
| 29 september  | Rakuten Japan Open Tennis Championships Tokio, Japan ATP World Tour 500 $ 1.228.825 - hardcourt - 32S/16Q/16D  | Kei Nishikori                           | Milos Raonic                    | 7-6, 4-6, 6-4       | details |
| 29 september  | Rakuten Japan Open Tennis Championships Tokio, Japan ATP World Tour 500 $ 1.228.825 - hardcourt - 32S/16Q/16D  | Pierre-Hugues Herbert Michał Przysiężny | Ivan Dodig Marcelo Melo         | 6-3, 6-7(3), [10-5] | details |

### Oktober
| Toernooistart | Toernooi | Winnaar(s)                       | Finalist(en)                            | Uitslag finale       | Details |
| ------------- | --- | -------------------------------- | --------------------------------------- | -------------------- | ------- |
| 5 oktober     | Shanghai Rolex Masters Shanghai, China ATP World Tour Masters 1000 $ 3.849.445 - hardcourt - 56S/28Q/24D    | Roger Federer                    | Gilles Simon                            | 7-6, 7-6             | details |
| 5 oktober     | Shanghai Rolex Masters Shanghai, China ATP World Tour Masters 1000 $ 3.849.445 - hardcourt - 56S/28Q/24D    | Bob Bryan Mike Bryan             | Julien Benneteau Édouard Roger-Vasselin | 6-3, 7-6             | details |
| 13 oktober    | If Stockholm Open Stockholm, Zweden ATP World Tour 250 € 521.405 - hardcourt (i) - 28S/32Q/16D              | Tomáš Berdych                    | Grigor Dimitrov                         | 5-7, 6-4, 6-4        | details |
| 13 oktober    | If Stockholm Open Stockholm, Zweden ATP World Tour 250 € 521.405 - hardcourt (i) - 28S/32Q/16D              | Eric Butorac Raven Klaasen       | Treat Huey Jack Sock                    | 6-4, 6-3             | details |
| 13 oktober    | Kremlin Cup Moskou, Rusland ATP World Tour 250 $ 776.620 - hardcourt (i) - 28S/32Q/16D                      | Marin Čilić                      | Roberto Bautista Agut                   | 6-4, 6-4             | details |
| 13 oktober    | Kremlin Cup Moskou, Rusland ATP World Tour 250 $ 776.620 - hardcourt (i) - 28S/32Q/16D                      | František Čermák Jiří Veselý     | Samuel Groth Chris Guccione             | 7-6, 7-5             | details |
| 13 oktober    | Erste Bank Open Wenen, Oostenrijk ATP World Tour 250 € 521.405 - hardcourt (i) - 28S/32Q/16D                | Andy Murray                      | David Ferrer                            | 5-7, 6-2, 7-5        | details |
| 13 oktober    | Erste Bank Open Wenen, Oostenrijk ATP World Tour 250 € 521.405 - hardcourt (i) - 28S/32Q/16D                | Jürgen Melzer Philipp Petzschner | Andre Begemann Julian Knowle            | 7-6, 4-6, [10-7]     | details |
| 20 oktober    | Valencia Open 500 Valencia, Spanje ATP World Tour 500 € 1.496.095 - hardcourt (i) - 32S/32Q/16D             | Andy Murray                      | Tommy Robredo                           | 3-6, 7-6, 7-6        | details |
| 20 oktober    | Valencia Open 500 Valencia, Spanje ATP World Tour 500 € 1.496.095 - hardcourt (i) - 32S/32Q/16D             | Jean-Julien Rojer Horia Tecău    | Kevin Anderson Jérémy Chardy            | 6-4, 6-2             | details |
| 20 oktober    | Swiss Indoors Basel Bazel, Zwitserland ATP World Tour 500 € 1.458.610 - hardcourt (i) - 32S/32Q/16D         | Roger Federer                    | David Goffin                            | 6-2, 6-2             | details |
| 20 oktober    | Swiss Indoors Basel Bazel, Zwitserland ATP World Tour 500 € 1.458.610 - hardcourt (i) - 32S/32Q/16D         | Vasek Pospisil Nenad Zimonjić    | Marin Draganja Henri Kontinen           | 7-6(13), 1-6, [10-5] | details |
| 27 oktober    | BNP Paribas Masters Parijs, Frankrijk ATP World Tour Masters 1000 € 2.884.675 - hardcourt (i) - 48S/24Q/24D | Novak Đoković                    | Milos Raonic                            | 6-2, 6-3             | details |
| 27 oktober    | BNP Paribas Masters Parijs, Frankrijk ATP World Tour Masters 1000 € 2.884.675 - hardcourt (i) - 48S/24Q/24D | Bob Bryan Mike Bryan             | Marcin Matkowski Jürgen Melzer          | 7-6, 5-7, [10-6]     | details |

### November
| Toernooistart | Toernooi | Winnaar(s)           | Finalist(en)            | Uitslag finale                  | Details       |
| ------------- | --- | -------------------- | ----------------------- | ------------------------------- | ------------- |
| 3 november    | Geen toernooi | Geen toernooi        | Geen toernooi           | Geen toernooi                   | Geen toernooi |
| 9 november    | Barclay ATP World Tour Finals Londen, Verenigd Koninkrijk ATP World Tour Finals $ 6.500.000 - hardcourt (i) - 8S/8D (RR) | Novak Đoković        | Roger Federer           | Walk-over (rugblessure Federer) | details       |
| 9 november    | Barclay ATP World Tour Finals Londen, Verenigd Koninkrijk ATP World Tour Finals $ 6.500.000 - hardcourt (i) - 8S/8D (RR) | Bob Bryan Mike Bryan | Ivan Dodig Marcelo Melo | 6-7, 6-2, [10-7]                | details       |
| 21 november   | Davis Cup (finale) | Zwitserland          | Frankrijk               | 3-1                             | details       |
| 24 november   | Geen toernooi | Geen toernooi        | Geen toernooi           | Geen toernooi                   | Geen toernooi |

### December
Geen toernooien

## Overzicht ondergronden
| Januari                  | Januari | Januari | Januari | Januari | Februari | Februari | Februari | Februari | Maart | Maart | Maart | Maart | April | April | April | April | Mei | Mei | Mei | Mei | Mei | Juni | Juni | Juni | Juni | Juli | Juli | Juli | Juli | Juli | Augustus | Augustus | Augustus | Augustus | September | September | September | September | Oktober | Oktober | Oktober | Oktober | Oktober | November | November | November | November | December | December | December | December |
| ↓ Hardcourt (27 weken) ↓ |         |         |         |         |          |          |          |          |       |       |       |       |       |       |       |       |     |     |     |     |     |      |      |      |      |      |      |      |      |      |          |          |          |          |           |           |           |           |         |         |         |         |         |          |          |          |          |          |          |          |          |
|                          |         |         |         |         |          |          |          |          |       |       |       |       |       |       |       |       |     |     |     |     |     |      |      |      |      |      |      |      |      |      |          |          |          |          |           |           |           |           |         |         |         |         |         |          |          |          |          |          |          |          |          |
| ↓ Gravel (17 weken) ↓    |         |         |         |         |          |          |          |          |       |       |       |       |       |       |       |       |     |     |     |     |     |      |      |      |      |      |      |      |      |      |          |          |          |          |           |           |           |           |         |         |         |         |         |          |          |          |          |          |          |          |          |
|                          |         |         |         |         |          |          |          |          |       |       |       |       |       |       |       |       |     |     |     |     |     |      |      |      |      |      |      |      |      |      |          |          |          |          |           |           |           |           |         |         |         |         |         |          |          |          |          |          |          |          |          |
| ↓ Gras (5 weken) ↓       |         |         |         |         |          |          |          |          |       |       |       |       |       |       |       |       |     |     |     |     |     |      |      |      |      |      |      |      |      |      |          |          |          |          |           |           |           |           |         |         |         |         |         |          |          |          |          |          |          |          |          |
|                          |         |         |         |         |          |          |          |          |       |       |       |       |       |       |       |       |     |     |     |     |     |      |      |      |      |      |      |      |      |      |          |          |          |          |           |           |           |           |         |         |         |         |         |          |          |          |          |          |          |          |          |

|  | = Grandslamtoernooi |  | = Davis Cup (ondergrond bepaald door thuisspelend land) |

## Statistieken toernooien

### Toernooien per ondergrond
| Ondergrond   | Aantal | Buiten/binnen | Aantal |
| ------------ | ------ | ------------- | ------ |
| Hardcourt    | 37     | Buiten        | 22     |
| Hardcourt    | 37     | Binnen        | 15     |
| Gravel       | 22     | Buiten        | 21     |
| Gravel       | 22     | Binnen        | 1      |
| Gras         | 6      | Buiten        | 6      |
| Verschillend | 1      | Verschillend  | 1      |
| Totaal       | 66     |               |        |

### Toernooien per continent
| Continent     | Aantal |
| ------------- | ------ |
| Europa        | 33     |
| Noord-Amerika | 13     |
| Azië          | 8      |
| Oceanië       | 5      |
| Zuid-Amerika  | 5      |
| Afrika        | 1      |
| Verschillend  | 1      |
| Totaal        | 66     |

### Toernooien per land
| Aantal | Land |
| ------ | --- |
| 11     | Verenigde Staten |
| 6      | Frankrijk |
| 5      | Duitsland |
| 4      | Australië, Verenigd Koninkrijk |
| 3      | China, Spanje |
| 2      | Brazilië, Kroatië, Nederland, Oostenrijk, Zweden, Zwitserland |
| 1      | Argentinië, Canada, Chili, Colombia, India, Italië, Japan, Maleisië, Mexico, Monaco, Marokko, Nieuw-Zeeland, Portugal, Qatar, Rusland, Roemenië, Verenigde Arabische Emiraten |

## Statistieken

### Enkelspel
| Speler                 | Grand Winst | Slam finale | ATP Winst | 1000 finale | ATP Winst | 500 finale | ATP Winst | 250 finale | Toernooi zeges | Finales | Hardcourt | Gravel | Gras |
| ---------------------- | ----------- | ----------- | --------- | ----------- | --------- | ---------- | --------- | ---------- | -------------- | ------- | --------- | ------ | ---- |
| Novak Đoković          | 1           | 1           | 3         |             |           |            |           |            | 4              | 5       | 2/2       | 1/2    | 1/1  |
| Rafael Nadal           | 1           | 1           | 1         | 2           | 1         |            | 1         |            | 4              | 7       | 1/3       | 3/4    |      |
| Stanislas Wawrinka     | 1           |             | 1         |             |           |            | 1         |            | 3              | 3       | 2/2       | 1/1    |      |
| Marin Čilić            | 1           |             |           |             |           | 1          | 2         |            | 3              | 4       | 3/4       |        |      |
| Roger Federer          |             | 1           | 2         | 3           | 1         |            | 1         | 1          | 4              | 9       | 3/6       | 0/1    | 1/2  |
| Kei Nishikori          |             | 1           |           | 1           | 1         |            | 1         |            | 2              | 4       | 1/2       | 1/2    |      |
| Tomáš Berdych          |             |             |           |             | 1         | 1          |           | 1          | 1              | 3       | 1/2       | 0/1    |      |
| Grigor Dimitrov        |             |             |           |             | 1         |            | 2         |            | 3              | 3       | 1/1       | 1/1    | 1/1  |
| Leonardo Mayer         |             |             |           |             | 1         |            |           | 1          | 1              | 2       |           | 1/2    |      |
| David Ferrer           |             |             |           |             |           | 1          | 1         |            | 1              | 2       |           | 1/2    |      |
| Kevin Anderson         |             |             |           |             |           | 1          |           | 1          |                | 2       | 0/2       |        |      |
| Oleksandr Dolgopolov   |             |             |           |             |           | 1          |           |            |                | 1       |           | 0/1    |      |
| Santiago Giraldo       |             |             |           |             |           | 1          |           |            |                | 1       |           | 0/1    |      |
| Ernests Gulbis         |             |             |           |             |           |            | 2         |            | 2              | 2       | 1/1       | 1/1    |      |
| Roberto Bautista Agut  |             |             |           |             |           |            | 2         |            | 2              | 2       |           | 1/1    | 1/1  |
| Lleyton Hewitt         |             |             |           |             |           |            | 2         |            | 2              | 2       | 1/1       |        | 1/1  |
| Gaël Monfils           |             |             |           |             |           |            | 1         | 1          | 1              | 2       | 1/2       |        |      |
| Fabio Fognini          |             |             |           |             |           |            | 1         | 2          | 1              | 3       |           | 1/3    |      |
| Feliciano López        |             |             |           |             |           |            | 1         | 1          | 1              | 2       |           |        | 1/2  |
| John Isner             |             |             |           |             |           |            | 1         |            | 1              | 1       | 1/1       |        |      |
| Juan Martín del Potro  |             |             |           |             |           |            | 1         |            | 1              | 1       | 1/1       |        |      |
| Federico Delbonis      |             |             |           |             |           |            | 1         |            | 1              | 1       |           | 1/1    |      |
| Guillermo García López |             |             |           |             |           |            | 1         |            | 1              | 1       |           | 1/1    |      |
| Fernando Verdasco      |             |             |           |             |           |            | 1         |            | 1              | 1       |           | 1/1    |      |
| Martin Kližan          |             |             |           |             |           |            | 1         |            | 1              | 1       |           | 1/1    |      |
| Carlos Berlocq         |             |             |           |             |           |            | 1         |            | 1              | 1       |           | 1/1    |      |
| Philipp Kohlschreiber  |             |             |           |             |           |            | 1         |            | 1              | 1       |           | 1/1    |      |
| Pablo Cuevas           |             |             |           |             |           |            | 1         |            | 1              | 1       |           | 1/1    |      |
| Ivo Karlović           |             |             |           |             |           |            |           | 3          |                | 3       | 0/1       | 0/1    | 0/1  |
| Richard Gasquet        |             |             |           |             |           |            |           | 2          |                | 2       | 0/1       |        | 0/1  |
| Lukáš Rosol            |             |             |           |             |           |            |           | 2          |                | 2       |           | 0/2    |      |
| Édouard Roger-Vasselin |             |             |           |             |           |            |           | 1          |                | 1       | 0/1       |        |      |
| Lu Yen-Hsun            |             |             |           |             |           |            |           | 1          |                | 1       | 0/1       |        |      |
| Bernard Tomic          |             |             |           |             |           |            |           | 1          |                | 1       | 0/1       |        |      |
| Tommy Haas             |             |             |           |             |           |            |           | 1          |                | 1       | 0/1       |        |      |
| Jo-Wilfried Tsonga     |             |             |           |             |           |            |           | 1          |                | 1       | 0/1       |        |      |
| Paolo Lorenzi          |             |             |           |             |           |            |           | 1          |                | 1       |           | 0/1    |      |
| Marcel Granollers      |             |             |           |             |           |            |           | 1          |                | 1       |           | 0/1    |      |
| Nicolás Almagro        |             |             |           |             |           |            |           | 1          |                | 1       |           | 0/1    |      |
| Benjamin Becker        |             |             |           |             |           |            |           | 1          |                | 1       |           |        | 0/1  |
| Alejandro Falla        |             |             |           |             |           |            |           | 1          |                | 1       |           |        | 0/1  |
| João Sousa             |             |             |           |             |           |            |           | 1          |                | 1       |           | 0/1    |      |

Laatst bijgewerkt op: 21 juli 2014

### Dubbelspel
| Speler                 | Grand Winst | Slam finale | ATP Winst | 1000 finale | ATP Winst | 500 finale | ATP Winst | 250 finale | Toernooi zeges |
| ---------------------- | ----------- | ----------- | --------- | ----------- | --------- | ---------- | --------- | ---------- | -------------- |
| Julien Benneteau       | 1           |             |           |             |           |            | 1         |            | 2              |
| Édouard Roger-Vasselin | 1           |             |           |             |           |            | 1         |            | 2              |
| Łukasz Kubot           | 1           |             |           |             |           |            |           |            | 1              |
| Robert Lindstedt       | 1           |             |           |             |           |            |           |            | 1              |
| Vasek Pospisil         | 1           |             |           |             |           |            |           |            | 1              |
| Jack Sock              | 1           |             |           |             |           |            |           |            | 1              |
| Bob Bryan              |             | 1           | 3         | 1           |           |            | 2         | 1          | 5              |
| Mike Bryan             |             | 1           | 3         | 1           |           |            | 2         | 1          | 5              |
| Eric Butorac           |             | 1           |           |             |           |            | 1         |            | 1              |
| Raven Klaasen          |             | 1           |           |             |           |            | 1         |            | 1              |
| Marcel Granollers      |             | 1           |           |             |           |            | 1         |            | 1              |
| Marc López             |             | 1           |           |             |           |            | 1         |            | 1              |
| Daniel Nestor          |             |             | 2         |             |           | 2          | 2         |            | 4              |
| Nenad Zimonjić         |             |             | 2         |             |           | 2          | 1         |            | 3              |
| Juan Sebastián Cabal   |             |             |           | 1           | 1         |            |           | 3          | 1              |
| Robert Farah Maksoud   |             |             |           | 1           | 1         |            |           | 3          | 1              |
| Alexander Peya         |             |             |           | 1           |           | 1          | 1         | 3          | 1              |
| Bruno Soares           |             |             |           | 1           |           | 1          | 1         | 3          | 1              |
| Marcelo Melo           |             |             |           | 1           |           | 1          | 1         |            | 1              |
| Feliciano López        |             |             |           | 1           |           | 1          |           |            |                |
| Ivan Dodig             |             |             |           | 1           |           |            |           |            |                |
| Robin Haase            |             |             |           | 1           |           |            |           |            |                |
| Florin Mergea          |             |             |           |             | 1         |            | 1         |            | 2              |
| Rohan Bopanna          |             |             |           |             | 1         |            |           | 2          | 1              |
| Aisam-ul-Haq Qureshi   |             |             |           |             | 1         |            |           | 2          | 1              |
| Nicolas Mahut          |             |             |           |             | 1         |            |           | 1          | 1              |
| Marin Draganja         |             |             |           |             | 1         |            |           | 1          | 1              |
| Michaël Llodra         |             |             |           |             | 1         |            |           |            | 1              |
| Kevin Anderson         |             |             |           |             | 1         |            |           |            | 1              |
| Matthew Ebden          |             |             |           |             | 1         |            |           |            | 1              |
| Jesse Huta Galung      |             |             |           |             | 1         |            |           |            | 1              |
| Stéphane Robert        |             |             |           |             | 1         |            |           |            | 1              |
| Jean-Julien Rojer      |             |             |           |             |           | 1          | 4         |            | 4              |
| Horia Tecău            |             |             |           |             |           | 1          | 4         |            | 4              |
| David Marrero          |             |             |           |             |           | 1          |           | 2          |                |
| Maks Mirni             |             |             |           |             |           | 1          |           |            |                |
| Santiago González      |             |             |           |             |           |            | 2         | 1          | 2              |
| Scott Lipsky           |             |             |           |             |           |            | 2         | 1          | 2              |
| Philipp Oswald         |             |             |           |             |           |            | 2         | 1          | 2              |
| Julian Knowle          |             |             |           |             |           |            | 2         |            | 2              |
| Johan Brunström        |             |             |           |             |           |            | 2         |            | 2              |
| Mariusz Fyrstenberg    |             |             |           |             |           |            | 1         | 1          | 1              |
| Jamie Murray           |             |             |           |             |           |            | 1         | 1          | 1              |
| John Peers             |             |             |           |             |           |            | 1         | 1          | 1              |
| Guillermo García López |             |             |           |             |           |            | 1         | 1          | 1              |
| Oliver Marach          |             |             |           |             |           |            | 1         | 1          | 1              |
| Tomáš Berdych          |             |             |           |             |           |            | 1         |            | 1              |
| Jan Hájek              |             |             |           |             |           |            | 1         |            | 1              |
| Frederik Nielsen       |             |             |           |             |           |            | 1         |            | 1              |
| Nikolaj Davydenko      |             |             |           |             |           |            | 1         |            | 1              |
| Denis Istomin          |             |             |           |             |           |            | 1         |            | 1              |
| Martin Kližan          |             |             |           |             |           |            | 1         |            | 1              |
| Andre Begemann         |             |             |           |             |           |            | 1         |            | 1              |
| Treat Huey             |             |             |           |             |           |            | 1         |            | 1              |
| Dominic Inglot         |             |             |           |             |           |            | 1         |            | 1              |
| Mateusz Kowalczyk      |             |             |           |             |           |            | 1         |            | 1              |
| Artem Sitak            |             |             |           |             |           |            | 1         |            | 1              |
| Nicholas Monroe        |             |             |           |             |           |            | 1         |            | 1              |
| Chris Guccione         |             |             |           |             |           |            | 1         |            | 1              |
| Lleyton Hewitt         |             |             |           |             |           |            | 1         |            | 1              |
| Pablo Cuevas           |             |             |           |             |           |            |           | 2          |                |
| Mate Pavić             |             |             |           |             |           |            |           | 1          |                |
| Marc Gicquel           |             |             |           |             |           |            |           | 1          |                |
| Philipp Marx           |             |             |           |             |           |            |           | 1          |                |
| Michal Mertiňák        |             |             |           |             |           |            |           | 1          |                |
| Horacio Zeballos       |             |             |           |             |           |            |           | 1          |                |
| Paul Hanley            |             |             |           |             |           |            |           | 1          |                |
| Jonathan Marray        |             |             |           |             |           |            |           | 1          |                |
| František Čermák       |             |             |           |             |           |            |           | 1          |                |
| Michail Jelgin         |             |             |           |             |           |            |           | 1          |                |
| Tomasz Bednarek        |             |             |           |             |           |            |           | 1          |                |
| Lukáš Dlouhý           |             |             |           |             |           |            |           | 1          |                |
| Fernando Verdasco      |             |             |           |             |           |            |           | 1          |                |
| Marcin Matkowski       |             |             |           |             |           |            |           | 1          |                |
| Colin Fleming          |             |             |           |             |           |            |           | 1          |                |
| Ross Hutchins          |             |             |           |             |           |            |           | 1          |                |
| Martin Emmrich         |             |             |           |             |           |            |           | 1          |                |
| Christopher Kas        |             |             |           |             |           |            |           | 1          |                |
| Marco Chiudinelli      |             |             |           |             |           |            |           | 1          |                |
| Roger Federer          |             |             |           |             |           |            |           | 1          |                |
| Jérémy Chardy          |             |             |           |             |           |            |           | 1          |                |
| Jonathan Erlich        |             |             |           |             |           |            |           | 1          |                |
| Rajeev Ram             |             |             |           |             |           |            |           | 1          |                |

Laatst bijgewerkt op: 21 juli 2014